# Jorge Oyarbide
Jorge Oyarbide (Paysandú, 6 giugno 1944 – 14 novembre 2013) è stato un calciatore uruguaiano, di ruolo attaccante.

## Carriera

### Club
Giocò nel campionato uruguaiano, in quello brasiliano, colombiano e messicano, dove si è ritirato nel 1977.

### Nazionale
Con la maglia della Nazionale ha vinto il Campeonato sudamericano del 1967 dove segnò tutti i 4 gol realizzati con La Celeste.

## Palmarès

### Nazionale
- Campeonato Sudamericano de Football: 1

Uruguay 1967